# Achat de Toronto
L' achat de Toronto est la vente de terres de la région de Toronto par les Mississaugas de New Credit à la Couronne britannique. Un premier accord, controversé, est conclu en 1787 en échange de divers objets. L'accord est réexaminé en 1805, dans le but de clarifier la zone achetée. L'accord reste alors en litige pendant plus de 200 ans, jusqu'en 2010, lorsqu'un règlement concernant le territoire est conclu entre le gouvernement du Canada et les Mississaugas pour le terrain et d'autres terres de la région.

## Achat de 1787

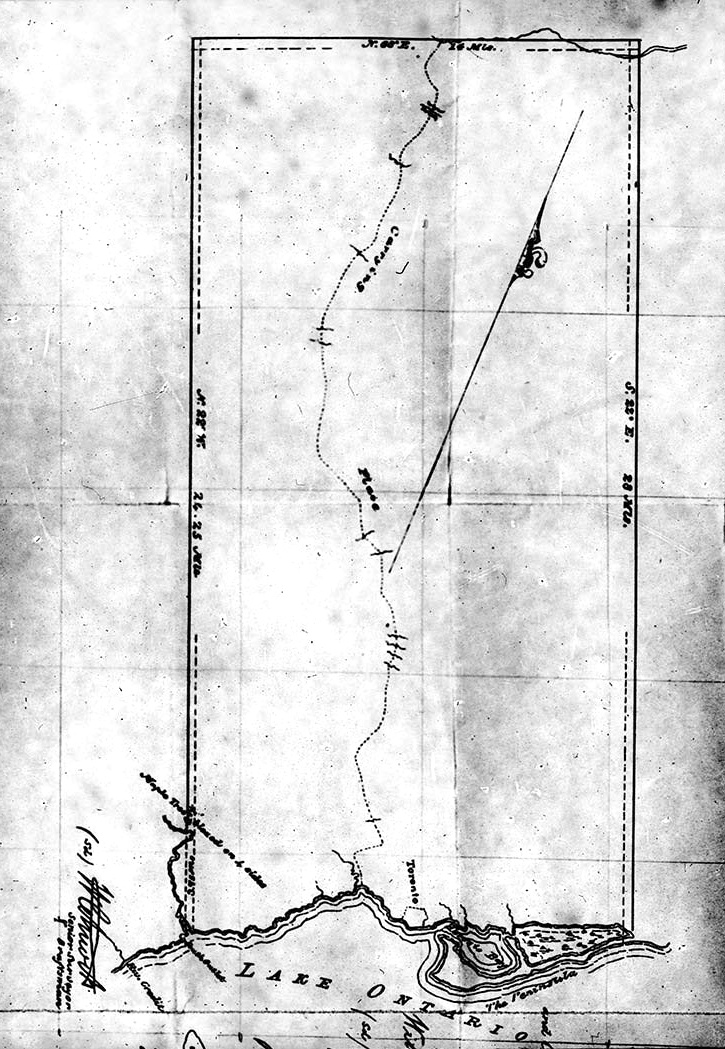
Une carte de l'achat de Toronto. Il convient de noter l'insistance du géomètre britannique à utiliser une grille, au lieu d'utiliser des éléments naturels pour délimiter les frontières, comme le ruisseau Etobicoke.

En vertu du traité de Paris qui met fin au conflit entre la Grande-Bretagne et ses anciennes colonies, la frontière de l'Amérique du Nord britannique est fixée au milieu des Grands Lacs. Cela rend les terres au nord de la frontière plus importantes, d'un point de vue stratégique et comme lieu d'installation des loyalistes après la guerre. En 1781, les Mississaugas cèdent une bande de terre le long de la rivière Niagara et, en 1783, des terres sur la baie de Quinte pour que les Mohawks qui avaient été fidèles aux Britanniques puissent s'y installer (aujourd'hui le territoire mohawk de Tyendinaga ). Entre 1783 et 1785, 10 000 loyalistes arrivent et s'installent sur des terres que la Couronne avait reconnues comme terres indiennes. En 1784, les Mississaugas cèdent davantage de terres dans la péninsule du Niagara, y compris des terres sur la rivière Grand pour les Iroquois.
En 1786, Lord Dorchester arrive à Québec comme gouverneur en chef de l'Amérique du Nord britannique. Sa mission est de résoudre les problèmes des loyalistes nouvellement débarqués. Au début, Dorchester propose d'ouvrir le nouveau Canada-Ouest en districts sous la tutelle du gouvernement du Québec, mais le gouvernement britannique fait connaître son intention de diviser le Canada en Haut-Canada et Bas-Canada. Dorchester commence à s'organiser pour la nouvelle province du Haut-Canada, y compris dans le choix une capitale. Le premier choix de Dorchester est Kingston, mais il est conscient du nombre de loyalistes dans les régions de la baie de Quinte et de Niagara, et il choisit plutôt l'emplacement au nord de la baie de Toronto, à mi-chemin entre les colonies et à 30 milles (48 km) des États-Unis. En vertu de la politique de l'époque, les Britanniques reconnaissent le titre aborigène sur la terre et Dorchester prend des dispositions pour acheter les terres aux Mississaugas.
L'achat de 1787, selon les archives britanniques, est effectué le 23 septembre 1787, au « Carrying-Place » de la baie de Quinte. La Couronne britannique et les Mississaugas de New Credit se  rencontrent pour organiser la vente de terres le long du lac Ontario. Dans le cas de la région de Toronto, les Mississaugas de New Credit  échangent 250 808 acres (101 498 ha) de terres dans ce qui devient le comté de York (la majeure partie de l'actuel Toronto et la municipalité régionale de York délimitée par le lac Ontario au sud, environ Etobicoke Creek et les autoroutes 427 et 50 (toutes deux faisant partie d'une route aujourd'hui presque disparue connue sous le nom d'Indian Line, qui doit son nom au fait qu'elle formait la limite d'achat) à l'ouest, environ Ashbridge's Bay /Woodbine Avenue-Highway 404 à l'est et environ au sud de Sideroad 15-Bloomington Road au nord) pour une certaine somme d'argent, 2 000 pierres à fusil, 24 bouilloires en laiton, 120 miroirs, 24 chapeaux à lacets, une balle de flanelle fleurie et 96 gallons de rhum. À l'époque, les Mississaugas croient que l'accord n'est pas un achat éteignant leurs droits sur la terre, mais une location des terres pour l'usage des Britanniques en échange de cadeaux et de présents à perpétuité.
Sir John Johnson, chef du département indien sous Dorchester, décrit l'achat de Toronto comme un carré de dix milles carrés à Toronto, avec deux à quatre milles de chaque côté du sentier Toronto Carrying Place au nord jusqu'au lac Simcoe. Johnson et les représentants autochtones produisent un acte vierge, qui ne comporte pas de description du terrain, laissant l'achat réel incomplet.
En 1788, l'arpenteur Alexander Aitken est chargé de réaliser un relevé du site de Toronto. Les Mississaugas l'empêchent d'effectuer de travailler à l'ouest de la rivière Humber, affirmant que les terres à l'ouest n'ont pas été cédées. Aitken n'est autorisé à arpenter le terrain qu'après l'intervention des autorités britanniques auprès des Mississaugas. Aitken effectue un relevé vers l'ouest jusqu'au ruisseau Etobicoke, mais n'en effectue pas à plus de quelques kilomètres du lac (aussi loin au nord que la limite nord de l'endroit où le ruisseau forme les limites actuelles de Toronto et Mississauga ) avant de s'arrêter pour éviter une nouvelle confrontation. Il n'y a aucun progrès supplémentaire concernant l'achat jusqu'en 1805.

## Acte de 1805
En 1805, les Britanniques veulent conclure un nouveau traité pour l'achat des terres le long du lac Ontario, à l'ouest de la zone d'achat de Toronto. Ne connaissant pas les limites précises du territoire visé par l'achat de Toronto, William Claus, l'agent du ministère britannique des Affaires indiennes, rencontre des représentants autochtones pour élaborer un nouveau traité. Claus présente une carte montrant que l'achat comprend les terres allant de la baie d'Ashbridge à l'ouest jusqu'au ruisseau Etobicoke, au nord 28 milles (45 km) jusqu'à Simcoe. Aucun des chefs autochtones qui avaient accepté l'achat initial n'est alors encore en vie pour contester les limites, qui vont bien au-delà de la superficie originale décrite par Johnson, et acceptent la carte. Ceci devient la base d’un nouveau traité.
Un acte (une révision) de l'accord est conclu le 1er août 1805. L'achat de 1787 et l'acte constitutif de 1805 sont tous deux enregistrés sous le titre de traité de la Couronne n° 13 . Pour cette révision, la Première Nation des Mississaugas de New Credit revendique également les îles de Toronto, qui ne font pas partie de l'achat puisque l'accord ne concerne que le rivage du lac Ontario.
Le terrain vendu se compose de :
- l'ancienne ville d'Etobicoke
- l'ancienne ville de North York
- ancienne (pré-fusion) ville de Toronto
- l'ancienne ville de York
- l'encien quartier d'East York
- la ville de Vaughan
- King Township
- le sud-ouest de Markham
- l'ouest Whitchurch

L'acte d'achat est signé par Sir John Johnson et William Claus (surintendant adjoint des Affaires indiennes représentant la Couronne). Les témoins sont composés de :
britannique

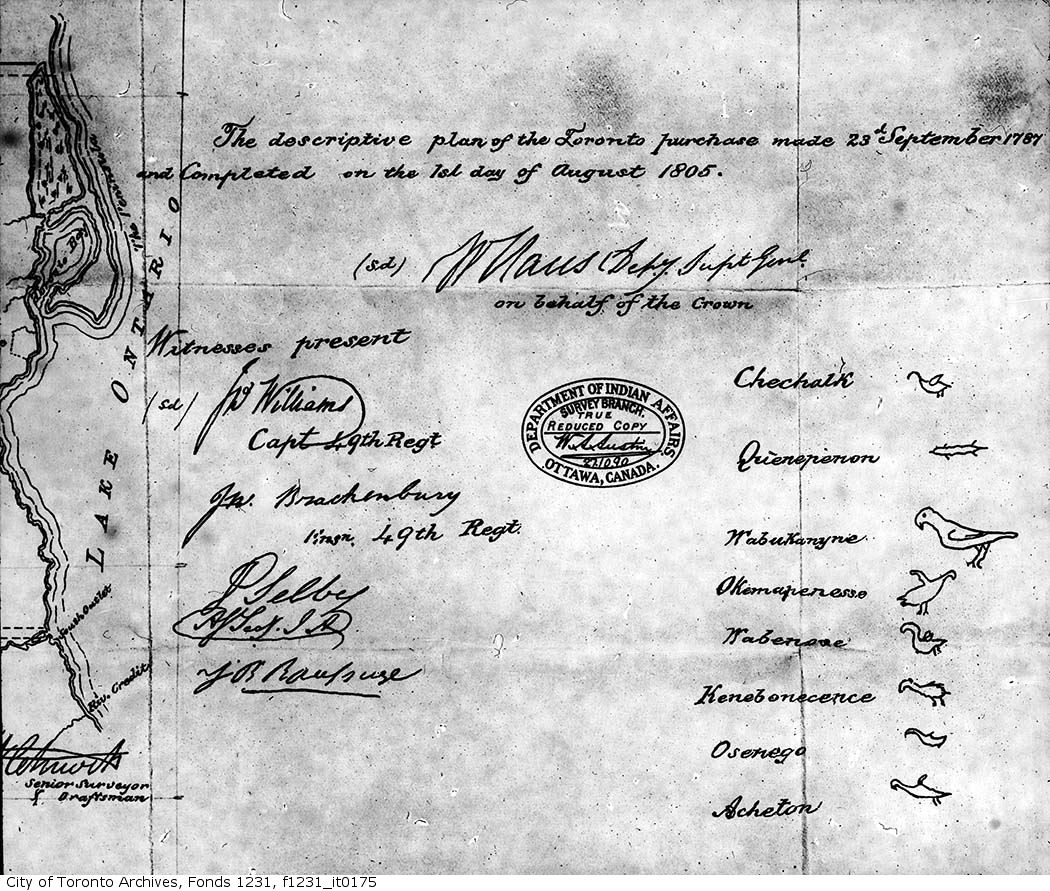
Signatures des parties ayant ratifié l'achat de Toronto, 1805

- Capitaine John W. Williams du 49e régiment
- Prideaux Selby du Département des Affaires indiennes [7]

Confirmation des totems des chefs indiens
- Jean-Bonaventure Rousseaux '( Jean Rousseaux )' - commerçant de fourrures

Premières Nations
- Chehalk
- Quénépérion
- Wabukanyne
- Okemapenesse
- Wabenose
- Kénébonecence
- Osenego
- Acheton

## Règlement de 2010
À partir de 1986, les Mississaugas entament un processus de règlement des revendications territoriales avec le gouvernement du Canada pour régler leurs griefs concernant l'achat de Toronto et une plus petite parcelle de terre près de la baie de Burlington . En 2010, le Canada accepte de payer 145 millions $CAN pour les terres, en fonction de la valeur ancienne des terres, extrapolée en dollars actuels. L'argent est distribué au gouvernement de la bande, chacun des 1 700 Mississaugas actuels recevant 20 000 $, le reste étant placé en fiducie pour les générations futures.

### Citations
1. ↑  Bellegarde 2003.
2. ↑  Hounsom 1970, p. xiv-xv.
3. ↑  Smith 1987, p. 26.
4. ↑  Sault 2021, p. 38.
5. ↑  Bellegarde 2003, p. 20.
6. ↑  Sault 2021, p. 40-41.
7. ↑  « Biography – SELBY, PRIDEAUX – Volume V (1801-1820) – Dictionary of Canadian Biography »
8. ↑  « Fact Sheet - The Brant tract and the Toronto Purchase specific claims », Government of Canada (consulté le 10 mars 2025)
9. ↑  Peter Edwards, « Shrugs greet historic $145M Toronto land claim settlement », Toronto Star,‎ 8 juin 2010 (lire en ligne, consulté le 29 avril 2013)